# Kalo Chorio (Bezirk Limassol)
Kalo Chorio (griechisch Καλό Χωριό Λεμεσού; wörtlich gutes Dorf) ist eine Gemeinde im Bezirk Limassol in der Republik Zypern. Bei der Volkszählung im Jahr 2021 hatte sie 503 Einwohner.

## Name
Es gibt fünf Dörfer auf Zypern namens „Kalo Chorio“. Alle fünf Dörfer hatten früher einen anderen Namen, den die Einwohner in Kalo Chorio umbenannten. Für Kalo Chorio im Bezirk Limassol bezieht sich die Tradition auf ein Treffen zwischen einem Fremden und einer Bewohnerin des Dorfes. Der Fremde fragte die Frau, wie das Dorf heiße. Die Frau schämte sich, den richtigen Namen des Dorfes „Villiruthkia“ zu sagen, und so antwortete sie: „Immer noch in einem guten Dorf“. Aus dieser Antwort blieb der Name Kalo Chorio, „gutes Dorf“.

## Lage und Umgebung

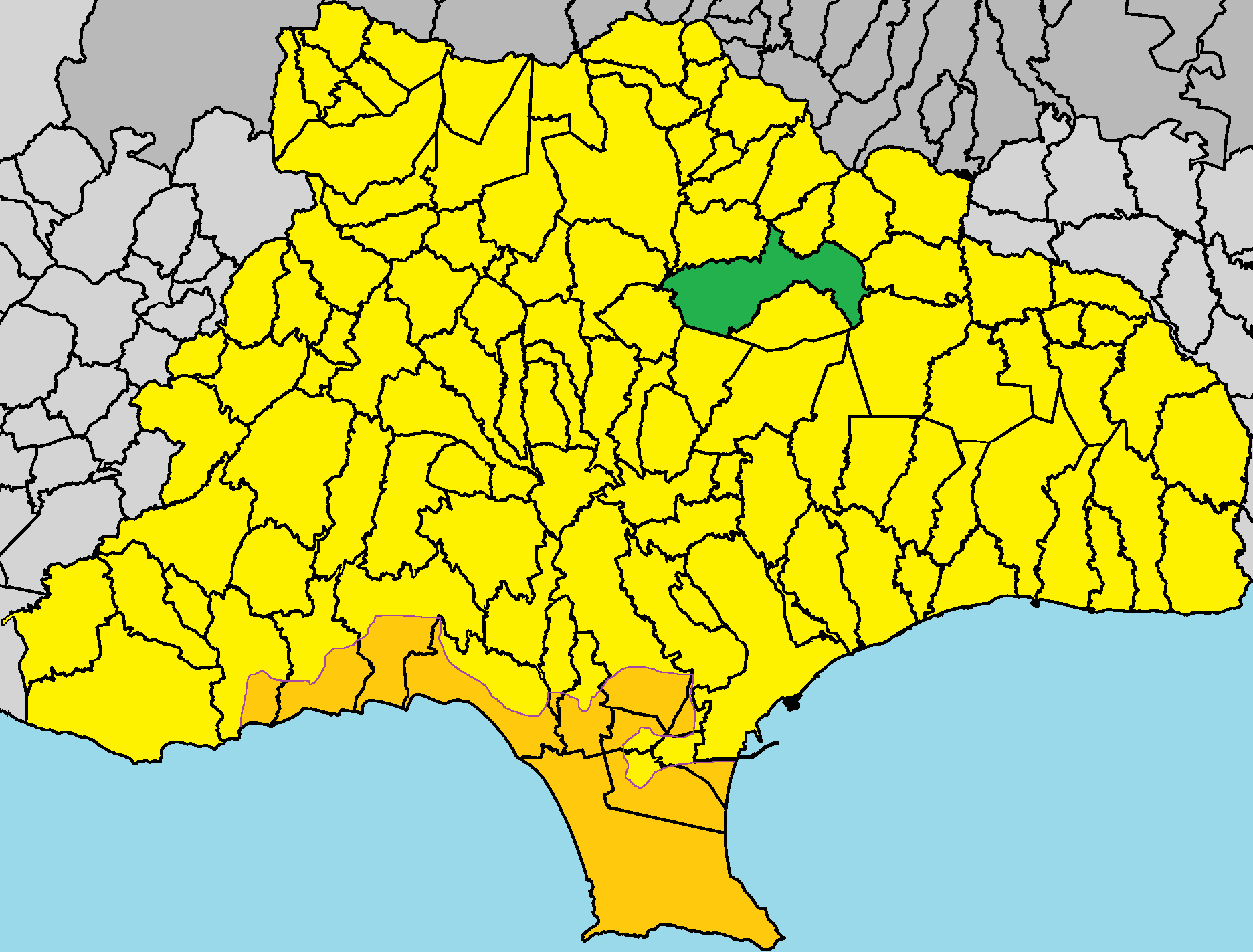
Lage im Bezirk Limassol

Kalo Chorio liegt eher im Süden der Mittelmeerinsel Zypern auf einer Höhe von etwa 700 Metern, etwa 21 Kilometer nördlich von Limassol. Es liegt in der geografischen Region Pitsilia. Das Ackerland des Dorfes umfasst Feigen, Mandeln, Zitrusfrüchte, Walnüsse und Gemüse. Die natürliche Vegetation des Dorfes besteht aus Lavendel, Oleander, Weihrauch, Rosmarin, Pinien und Oliven. Das etwa 24,3 Quadratkilometer große Dorf grenzt im Westen an Kapilio, im Südwesten an Gerasa, im Süden an Louvaras, im Südosten an Dierona, im Osten an Arakapas, im Nordosten an Agios Konstantinos und Agios Pavlos, im Norden an Zoopigi und im Nordwesten an Agios Mamas.

## Geschichte
Das Dorf wurde gebaut, als die räuberischen Überfälle der ägyptischen Stämme endeten. Diese Stämme zerstörten die Dörfer Zyperns. Andere Quellen besagen, dass sich die ersten Bewohner des Dorfes 1865 in der Gegend niederließen. Diese Bewohner verließen ihr ursprüngliches Land aufgrund einer Cholera-Epidemie.
Kalo Chorio ist eines der 14 Dörfer in Zypern, die Commandaria-Wein produzieren. Zur Zeit der fränkischen Besetzung war das Dorf Teil der „Großen Komturei“. Die fränkischen Mönche hatten am heutigen Standort des Dorfes ein Herrenhaus. Sie benutzten es als Grundlage für die Erhebung von Steuern aus den Nachbardörfern. Außerdem wurde in diesem Herrenhaus der Commandaria-Wein produziert.